# Канда
Ка̀нда (на италиански и на венециански: Canda) е село и община в Северна Италия, провинция Ровиго, регион Венето. Разположено е на 10 m надморска височина. Населението на общината е 1023 души (към 2012 г.).